# خوزه اراکیستاتین
خوزه اراکیستاتین (انگلیسی: José Araquistáin؛ زادهٔ ۴ مارس ۱۹۳۷) بازیکن فوتبال اهل اسپانیا است.
از باشگاه‌هایی که در آن بازی کرده‌است می‌توان به باشگاه فوتبال رئال سوسیداد، باشگاه فوتبال رئال مادرید، باشگاه فوتبال الچه، و باشگاه فوتبال ایبار اشاره کرد.
وی همچنین در تیم‌های ملی فوتبال زیر ۲۱ سال اسپانیا، Spain B national football team، و اسپانیا بازی کرده‌است.